# Smart Forfour (W454)
La sigla W454 identifica la prima generazione della Smart Forfour, una berlina compatta di segmento B, a due volumi, realizzata da Mercedes-Benz e prodotta dal gruppo Daimler con marchio Smart dal 2004 al 2006.

## Contesto e caratteristiche
Progettata quasi contemporaneamente alla Roadster (a partire dal 2001 ma uscita sul mercato nel 2004), la Forfour è un'automobile a cinque porte e quattro posti, posta al momento della sua presentazione nel settore delle utilitarie; lunga 3,75 metri, ha motore e trazione anteriori e varie connotazioni stilistiche volte a ricordare la più piccola Smart Fortwo. Lo stile dell'anteriore, con i doppi fari poliellissoidali e le due prese d'aria sul cofano, ma anche la cellula di sicurezza Tridion che dona all'auto una colorazione bicolore, richiamano anch'esse la due porte tedesca. Proprio la presenza della cellula Tridion è stato un aspetto fortemente voluto in fase di progettazione, sia per gli ovvi fattori di sicurezza, sia proprio per il fatto che avrebbe portato ad avere una vettura bicolore come la Fortwo, fatto che avrebbe creato "family feeling" tra le due vetture della casa tedesca. I pannelli della carrozzeria sono in polipropilene come nella due posti. Anche la coda, con i suoi caratteristici gruppi ottici a tre elementi circolari, ricordava da vicino la Fortwo.

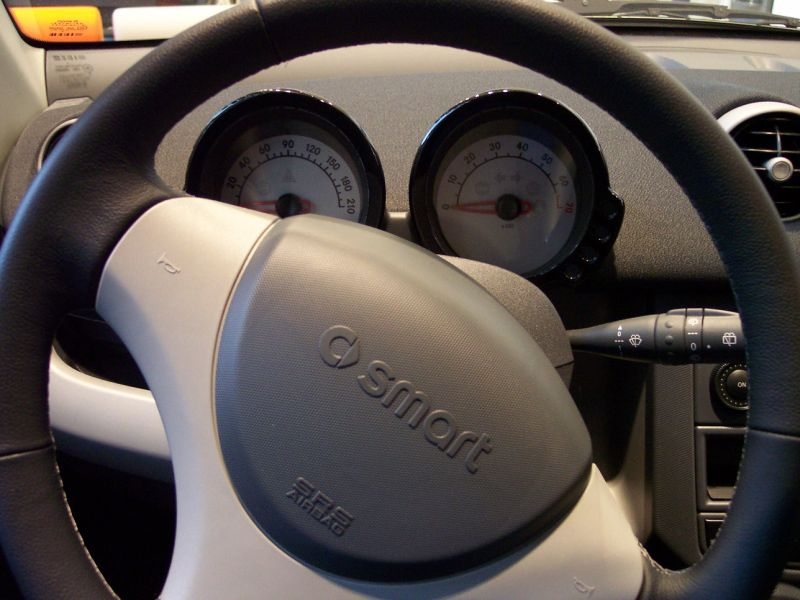
Cruscotto di una Smart Forfour

L'abitacolo era dotato di una strumentazione secondaria che sporge dalla zona centrale della parte superiore della plancia. Questa parte della plancia era poi rivestita nello stesso tessuto e negli stessi colori della selleria. Grande attenzione è stata posta però anche all'ergonomia, ed allora ecco che la Forfour disponeva di vani portaoggetti, come per esempio quello sistemato nella parte destra della plancia, di fronte al passeggero anteriore. Inoltre, gli schienali dei sedili anteriori potevano essere ripiegati sulla seduta dei sedili stessi diventando due tavolini. Il divano posteriore era omologato di serie per soli due posti (da qui la denominazione Forfour), ma a richiesta si poteva avere un quinto posto con un supplemento di prezzo.
Tecnicamente, la Forfour era direttamente imparentata con la Mitsubishi Colt, giunta a quel punto alla sesta generazione e con la quale condivideva circa il 60% della componentistica. La casa giapponese era all'epoca nell'orbita della DaimlerChrysler, per cui la Smart, sotto il controllo diretto di Mercedes-Benz, per poter realizzare una vettura di segmento B abbattendo i costi, era costretta ad avvalersi del know-how tecnologico di una casa che, come appunto la Mitsubishi, vantava già una vettura nel settore delle compatte. Di provenienza Colt erano quindi il pianale, l'avantreno di tipo MacPherson ed il retrotreno ad assale torcente, mentre l'impianto frenante era a quattro dischi, dei quali quelli anteriori erano autoventilanti, contrariamente alla Colt che invece prevedeva tamburi al retrotreno. Questo aspetto testimonia la volontà della casa tedesca di costruire una vettura dalle caratteristiche "premium".
Al suo debutto commerciale, avvenuto nel gennaio 2004, la Forfour era disponibile in tre motorizzazioni a benzina, tutte di origine Mitsubishi:
- 1.1, versione di base equipaggiata con un motore M134 tricilindrico da 1124 cm³ in grado di erogare 75 CV di potenza massima;
- 1.3, versione intermedia mossa da un motore M135E13 da 1332 cm³ con potenza massima di 95 CV;
- 1.5, versione di punta spinta dal motore M135E15, con cilindrata di 1499 cm³ e potenza di 109 CV.

Il cambio fornito di serie era manuale a 5 marce, ma a richiesta si poteva avere l'automatico sequenziale a 6 rapporti anche con le levette al volante, che era una versione riveduta ed ottimizzata del cambio già montato sulla Fortwo.

### Allestimenti
Al debutto erano disponibili 3 livelli di allestimento per la Forfour:
- Pure: versione base, comprendente alzacristalli elettrici, servosterzo, chiusura centralizzata. La versione equipaggiata con il tricilindrico 1.0 a benzina è disponibile unicamente con questo allestimento.
- Pulse: aggiunge alla Pure il climatizzatore semiautomatico, scelta colore rivestimenti interni (nero, rosso, grigio, blu), terminale di scarico in lega d'acciaio lucida, soglie d'ingresso con scritta Smart, maniglia aggiuntiva nel bagagliaio per regolazione longitudinale divanetto posteriore.
- Passion: alle dotazioni della pulse aggiunge cerchi in lega, mascherina anteriore e specchietti in tinta con la cellula, climatizzatore con preselezione automatica della temperatura con filtro antipolvere/antipolline, sedile lato guida regolabile in altezza, copertura vano bagagli, fendinebbia, volante, leva del cambio e leva del freno di stazionamento in pelle, cambio automatico-sequenziale softouch a 6 marce (optional) e tetto Panorama con cristalli sfumati e anche apribile (optional) e schermo parasole integrato. Questo allestimento è l'unico a montare di serie la Tridion Silver, ma poteva essere richiesta la black, di serie sulle Pure e Pulse, e la Titanium senza sovrapprezzo. La Silver e la Titanium erano invece optional a pagamento sugli allestimenti minori.

È inoltre di serie su tutte le versioni (esclusa la Pure 1.1) l'ESP con sistema elettronico di ottimizzazione della frenata Brake Assyst. Sia questo dispositivo che la stessa presenza dei quattro dischi freno erano all'epoca abbastanza inusuali nel segmento B. Per quanto riguarda la sicurezza automobilistica, la Forfour è stata sottoposta al crash test dell'EuroNCAP nel 2005 raggiungendo l'ottimo punteggio di 4 stelle grazie alla sua cella Tridion.

## Evoluzione

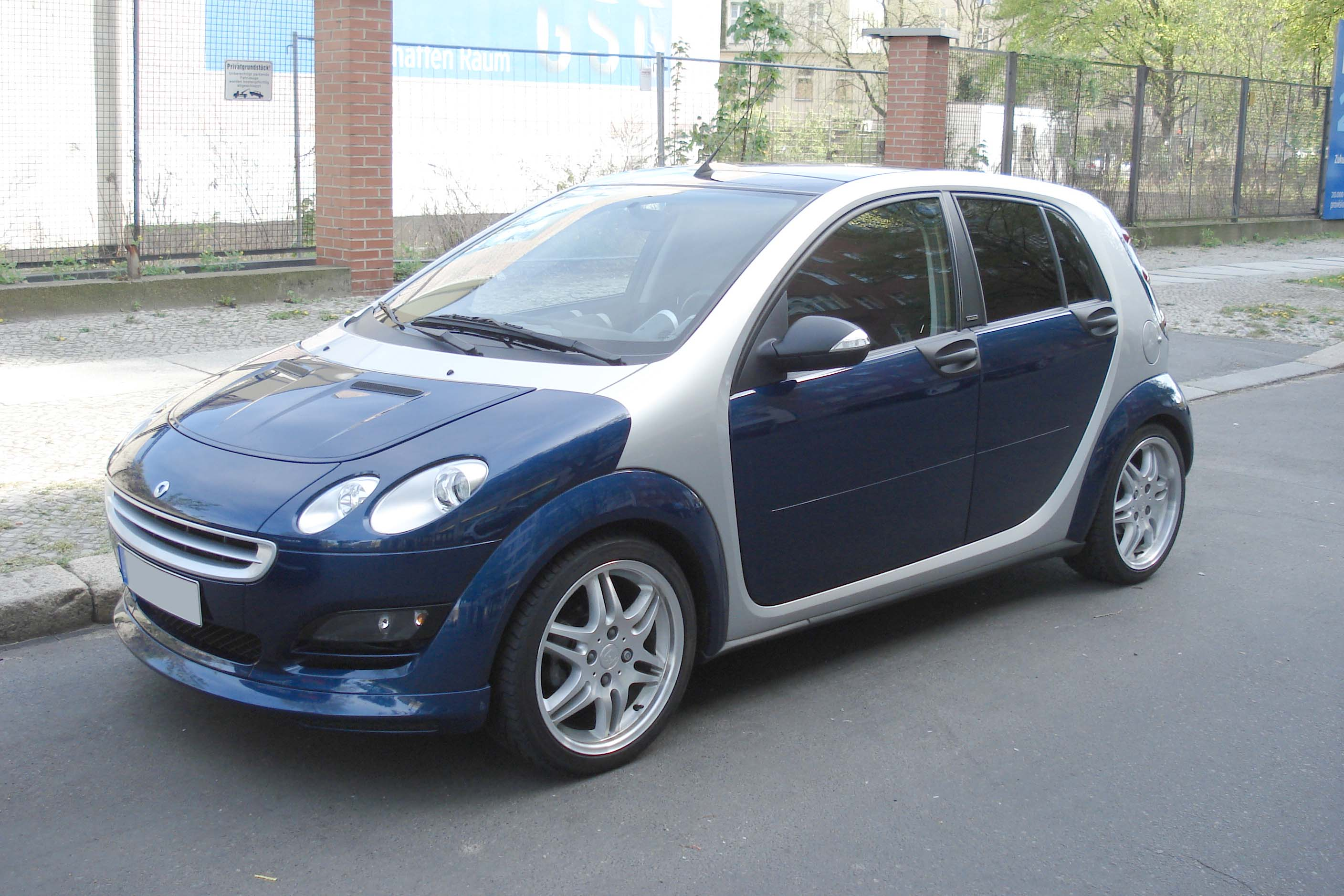
Una Forfour Brabus, modello di punta della gamma W454

Poco dopo il suo lancio, la gamma della Forfour si ampliò con l'arrivo della versione diesel, spinta da un 1.5 turbodiesel common rail, questa volta di origine Mercedes-Benz, e proposto in due livelli di potenza massima, 68 e 95 CV. Qualche mese dopo, a settembre, venne introdotta per un periodo di alcuni mesi la Forfour 1.5 Sportstyle, il cui 1.5 venne portato da 109 a 122 CV. Questa versione, che montava il kit estetico Brabus, servì per sondare tra il pubblico l’accoglienza di una versione sportiva della nuova 5 porte Smart, in uscita nell’anno a venire. Tuttavia l’annuncio della top di gamma per fine 2005, fatto insieme all’uscita della Sportstyle, portò il pubblico a preferire l’attesa della più cattiva top di gamma e di questa sportiva “intermedia” poche furono le richieste.
Nel febbraio dell'anno seguente, la gamma beneficiò di un lievissimo aggiornamento, con dotazioni di serie aumentate quali cerchi in lega dal nuovo design sia per Pulse sia per Passion, e di serie solo per Passion il volante multifunzione con computer di bordo e autoradio con lettore cd con sound system (sei altoparlanti con subwoofer attivo), tastiera numerica e comandi telefono. Per l'occasione, furono introdotti due nuovi modelli agli estremi opposti della gamma: in basso la Forfour 1.0, equipaggiata con una versione depotenziata del tricilindrico M134 di origine Mitsubishi, versione che in questo caso erogava una potenza massima di 64 CV; al top di gamma andò a posizionarsi la 1.5 Brabus, spinta da un nuovo motore Mitsubishi, noto con la sigla 4G15, ma che Mercedes-Benz indicava con la sigla interna M122. Si trattava di un'altra unità da 1.5 litri con architettura a 4 cilindri in linea, stavolta sovralimentata mediante turbocompressore ed in grado di erogare una potenza massima di 177 CV. La Brabus era disponibile solo in colore Silver o Black, ed era l'unica versione monocolore dato che, sulle altre, la carrozzeria poteva essere di diverso colore rispetto alla Tridion. 

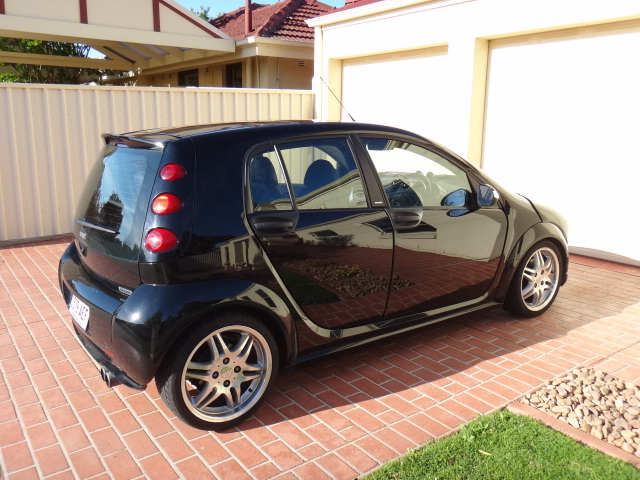
Posteriore di una Smart Forfour Brabus del 2006

### Brabus SBr
Nel 2006 venne presentata al salone di Ginevra una versione ancora più sportiva della versione Brabus, passando da 177 CV a 210 CV di potenza massima e con una coppia massima di 250 Nm, denominata Brabus SBr. Ciò permise di diminuire sensibilmente lo scatto da 0-100, ottenuto solo in 6,4 secondi, e di raggiungere una velocità di punta di quasi 230 km/h. Tuttavia la Brabus SBr non verrà mai messa in vendita, per via della dismissione della gamma W454 pochi mesi dopo.

### Fine produzione
Nonostante una dotazione di serie molto ricca e inusuale per un'utilitaria (offriva addirittura versioni con impianto DVD e monitor nei poggiatesta anteriori, come sulle auto di lusso) e una strategia commerciale molto aggressiva, l'auto non ottenne il successo sperato di vendite, a causa del prezzo superiore rispetto alle sue dirette concorrenti. Venduta in poche decine di migliaia di esemplari venne ritirata nel giugno 2006, vale a dire a soli due anni e mezzo dalla messa in vendita.
Il suo ritiro dal commercio ha portato ad una controversia tra la Mercedes e la Mitsubishi, poiché, uscita dalla produzione la Forfour, Mitsubishi sarebbe stato l'unico produttore a costruire le parti della Colt, portando così un aumento dei costi di produzione per la casa nipponica.
Mercedes pagò quindi una penale a Mitsubishi e, per tentare una riappacificazione con il produttore giapponese, utilizzò motori Mitsubishi per la Fortwo W451.

## Riepilogo caratteristiche
| Modello            | Motore           | Cilindrata cm³ | Potenza CV/rpm | Coppia Nm/rpm | Massa a vuoto (kg) | Velocità max | Acceler. 0–100 km/h | Consumo (l/100 km) | Emissioni CO2 (g/km) | Anni di produzione |
| Versioni a benzina |                  |                |                |               |                    |              |                     |                    |                      |                    |
| 1.0                | M134E11 red.     | 1124           | 64/5500        | 92/2500       | 965                | 158          | 15"3                | 6,9                | 128                  | 02/2005-06/2006    |
| 1.1                | M134E11          | 1124           | 75/6000        | 100/3500      | 965                | 165          | 13"4                | 7,0                | 130                  | 01/2004-06/2006    |
| 1.3                | M135E13          | 1332           | 95/6000        | 125/4000      | 970                | 180          | 10"8                | 7,4                | 138                  | 01/2004-06/2006    |
| 1.5                | M135E15          | 1499           | 109/6000       | 145/4000      | 975                | 190          | 9"8                 | 7,8                | 145                  | 01/2004-06/2006    |
| 1.5 Brabus         | M122E15AL        | 1468           | 177/6000       | 230/3500      | 1.090              | 221          | 6"9                 | 6,9                | 159                  | 02/2005-06/2006    |
| Versioni a gasolio |                  |                |                |               |                    |              |                     |                    |                      |                    |
| 1.5 CDI            | OM639DE15LA red. | 1493           | 68/4000        | 160/1600      | 1.085              | 160          | 13"9                | 5,8                | 122                  | 03/2004-06/2006    |
| 1.5 CDI            | OM639DE15LA      | 1493           | 95/4000        | 210/1800      | 1.085              | 180          | 10"5                | 5,8                | 122                  | 03/2004-06/2006    |

Le versioni a benzina con il cambio sequenziale Softouch hanno un supplemento di peso pari a 5 kg.